# Nicole Sunitsch
Nicole Sunitsch (nascida a 17 de Agosto de 1979) é uma política austríaca do Partido da Liberdade que desempenha funções como membro do Conselho Nacional desde 2024. Nicole é também, desde 2020, vereadora da cidade de Sankt Michael em Obersteiermark.